# 世紀陽光
世紀陽光集團控股有限公司，簡稱世紀陽光集團控股和世紀陽光（英語：Century Sunshine Group Holdings Ltd.，港交所：0509），前身為「世紀陽光生態科技控股有限公司」，在2000年，由主席池文富，和其投資者成立「三明市世紀陽光農業科技開發有限公司」。業務在全球經營生產生態農業肥料和鎂合金產品。
股份當時在2004年2月17日於港交所創業板上市。當時代碼為8276.HK，配售股份價格為0.55港元，配售股份數目為96,000,000股，集資額為5280萬港元。2008年8月1日，轉往主板上市。
2014年12月19日，該公司以229,600,000港元或0.4592港元收購權智國際有限公司股權。

## 外部連結
- centurysunshine.com.hk （页面存档备份，存于）